# Chira distincta
Chira distincta är en spindelart som beskrevs av Bauab Vianna 1983. Chira distincta ingår i släktet Chira och familjen hoppspindlar. Inga underarter finns listade i Catalogue of Life.